# Лесная станция Хюютяля

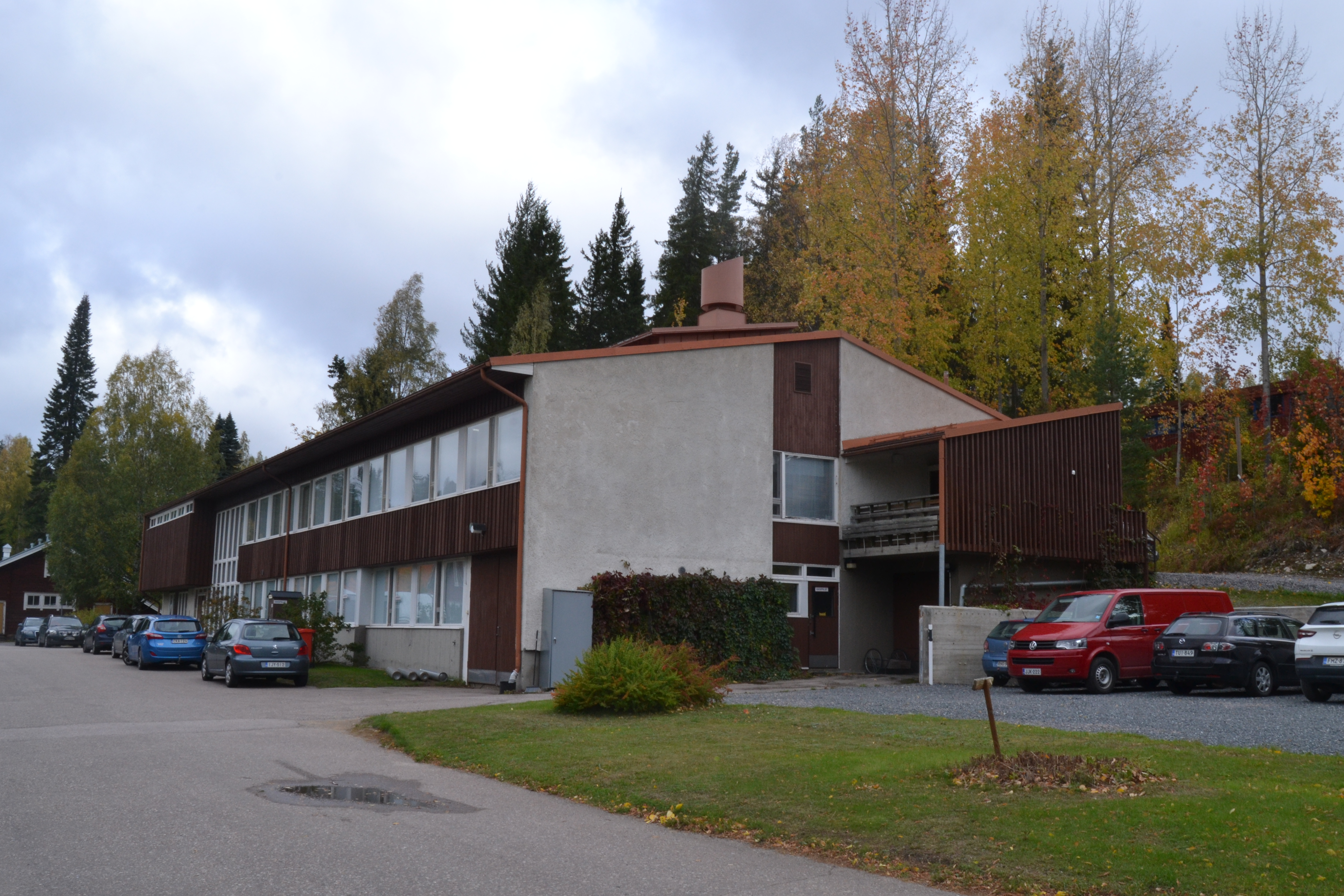
Здание института лесной станции Хюютяля.

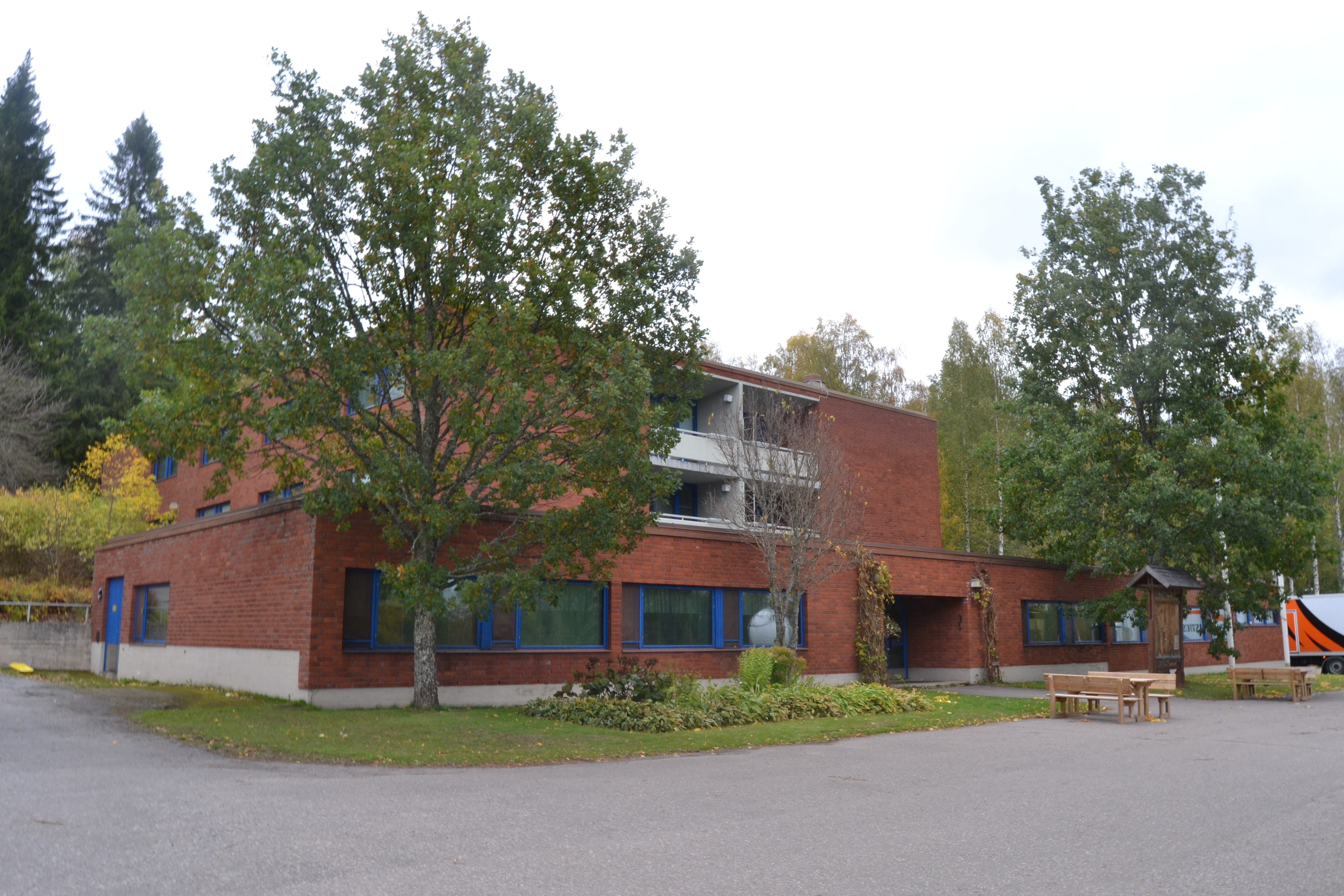
Новое общежитие и здание столовой лесной станции Хюютяля, здание А.

Лесная станция Хюютяля — это полевая станция лесного хозяйства факультета сельского хозяйства и лесоводства Хельсинкского университета (бывшего Императорского Александровского Университета) в Юупайоки, провинция Пирканмаа.

## Исследование

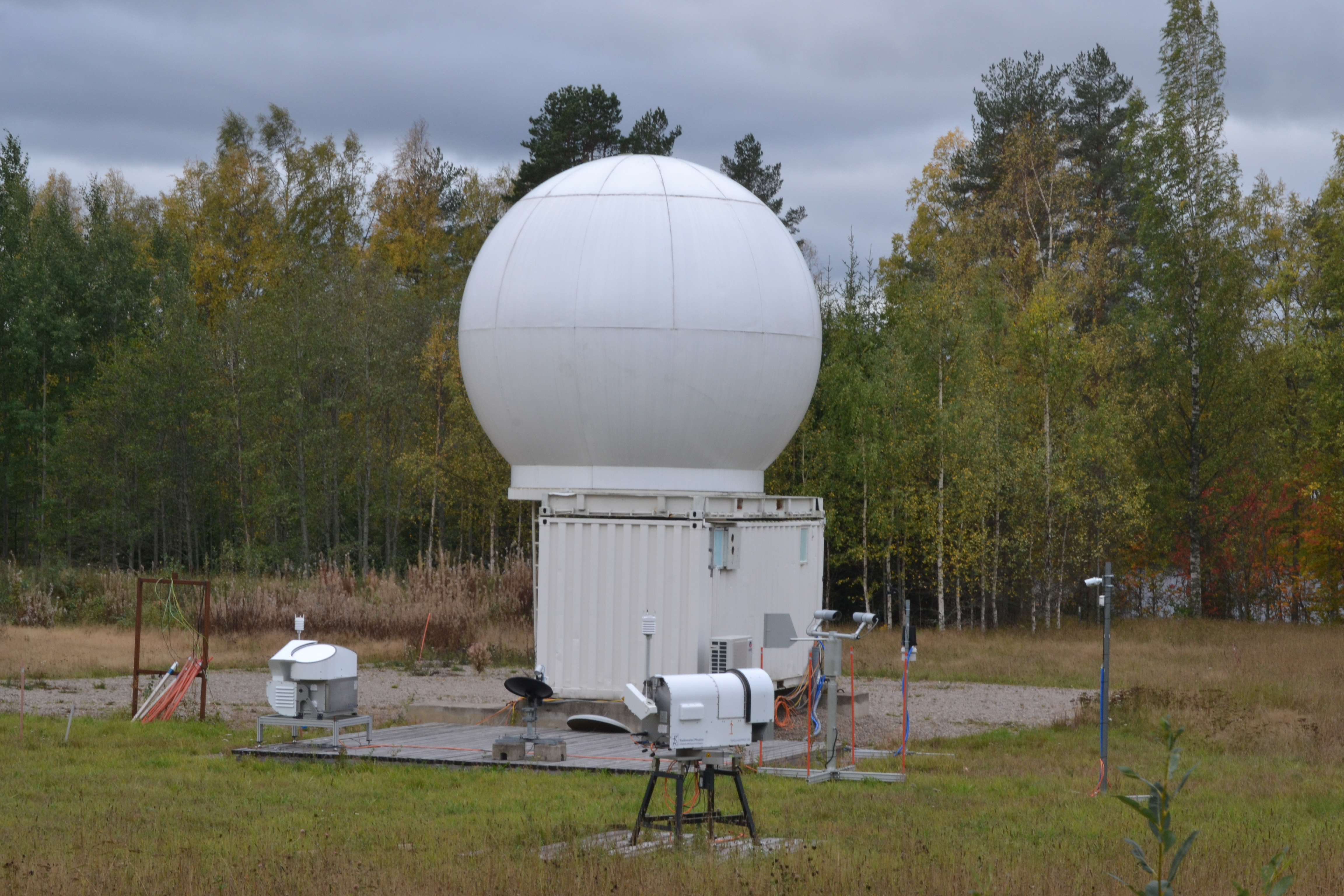
Метеорологический радар Hyytiälä.

Станция проводит исследования в области экосистемных услуг, атмосферных исследований, дистанционного зондирования, лесных наук и экологии болот.

## История

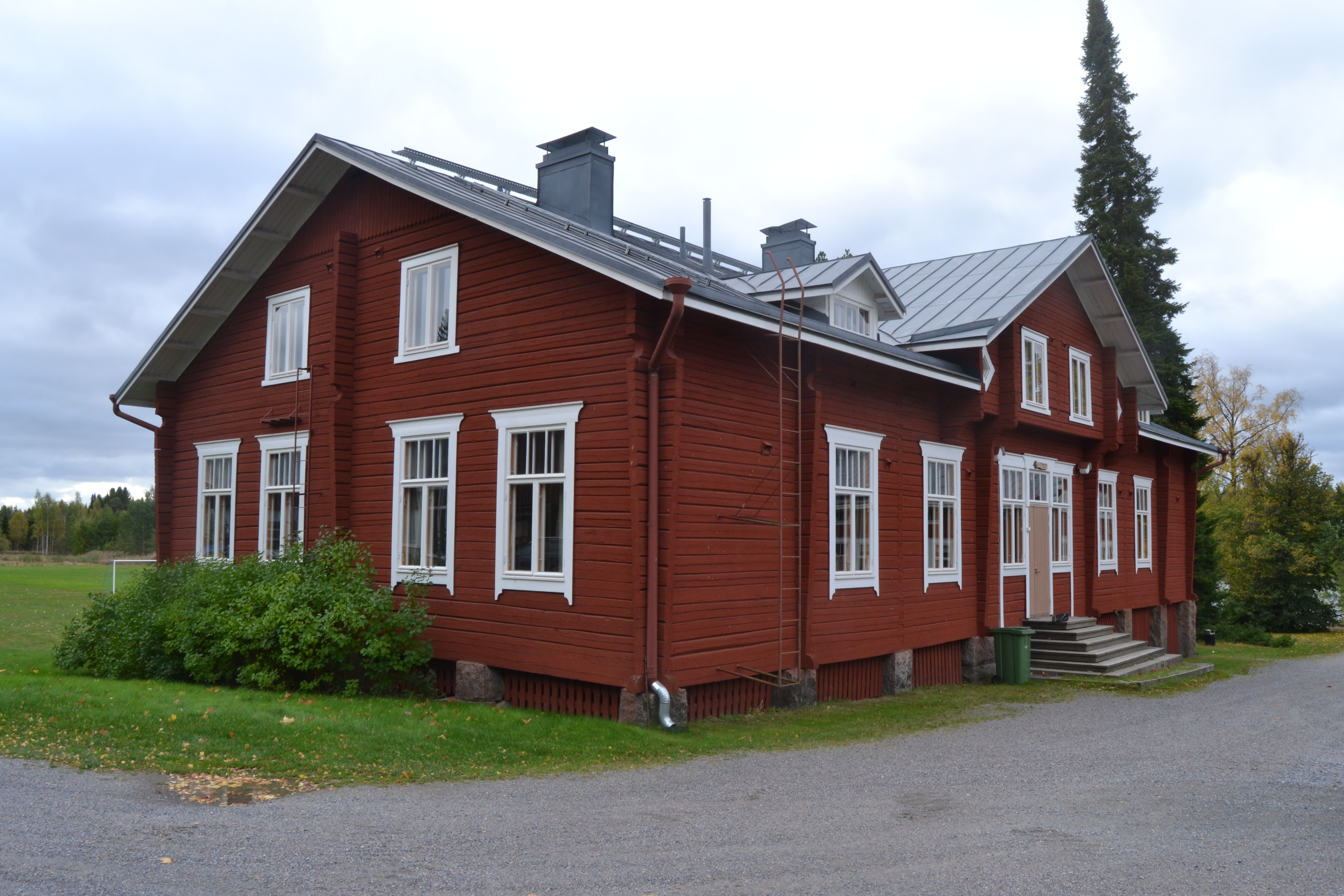
Студенческое здание лесной станции Хюютяля Импиваара.

Исследовательская станция была основана на земле Хюютяля, Юупайоки, в 1910 году после того, как в 1907 году высшее лесное образование в Финляндии было переведено из лесного колледжа Эво в Университет Хельсинки .
Первые корпуса училища в старом дворе вокзала были построены в 1911—1912 годах. Здания в старом внутреннем дворе выполнены в национальном романтическом стиле по проекту архитекторов Теодора Гранштедта и Рикардо Бьёрнберга . Новые постройки во дворе были построены в 1959 и 1977 годах.

## Национальный памятник
Старый двор лесной станции на берегу озера Куйваярви является одним из национальных памятников архитектуры Финляндии, определенных Национальным советом по делам древностей в 2009 году.